# Teorija stalnog stanja
Teorija stalnog stanja je kozmološka hipoteza koju su 1946. predložila trojica engleskih fizičara - Fred Hoyle, Hermann Bondi i Thomas Gold.
Prema ovoj hipotezi, svemir se stalno širi, a nova materija spontano nastaje u prazninama. Novonastala materija se akumulira te tvori nove zvijezde. 
Ako je ova hipoteza točna, daleke i bliske galaksije bi trebale izgledati statistički jednako. Teorija "velikog praska" tvrdi suprotno: daleke galaktike bi trebale izgledati u prosjeku mlađe, jer ih, zbog kašnjenja koje je posljedica konačne brzine svjetlosti, vidimo kako su izgledale u ranijim stadijima svemira. Po teoriji velikog praska, daleke galaktike bi trebale imati više plina te više masivnih kratkoživućih zvijezda. 
U vrijeme iznošenja "teorije stalnog stanja" još nije bilo moguća eksperimentalna provjera ove pretpostavke, no nekoliko desetljeća kasnije, razvojem dovoljno osjetljivih senzora, pokazalo se da zaista postoji razlika između bliskih i dalekih galaksija, čime je srušena ova hipoteza.